# Ryūto Kitō
Ryūto Kitō (japanisch 紀藤 隆翔 Kitō Ryūto; * 14. August 1998 in der Präfektur Mie) ist ein japanischer Fußballspieler.

## Karriere
Ryūto Kitō erlernte das Fußballspielen in der Schulmannschaft der Mie High School. Seinen ersten Vertrag unterschrieb er 2017 bei Giravanz Kitakyushu. Der Verein spielte in der dritthöchsten Liga des Landes, der J3 League. Für Giravanz stand er einmal in der dritten Liga auf dem Spielfeld. Im Januar 2020 wechselte er nach Suzuka zum Viertligisten Suzuka Point Getters.